# Étienne Tshisekedi

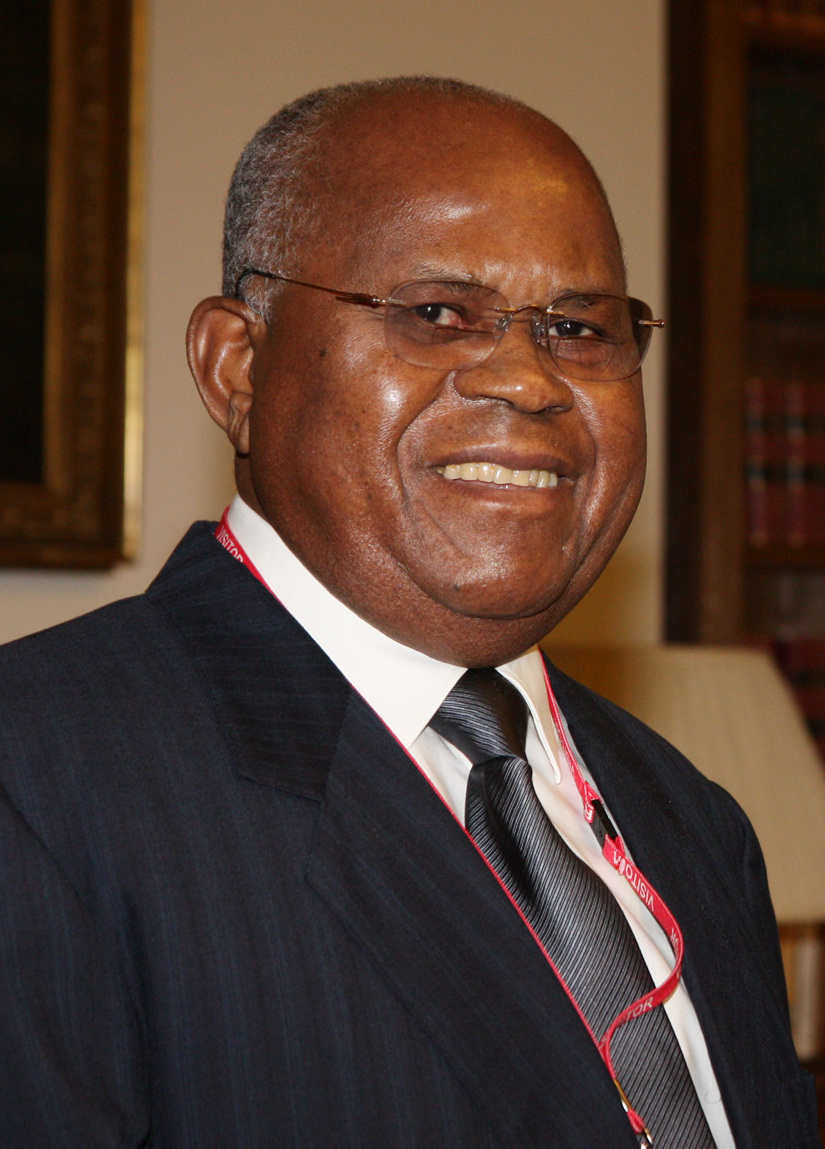
Etienne Tshisekedi (2011)

Étienne Tshisekedi wa Mulumba (* 14. Dezember 1932 in Luluabourg; † 1. Februar 2017 in Brüssel) war ein kongolesischer Politiker. Er war mehrfach Premierminister von Zaire, der jetzigen Demokratischen Republik Kongo, und gilt als historischer Führer der Demokratiebewegung des Kongo. Er war der Führer der größten kongolesischen Oppositionspartei UDPS (Union pour la Démocratie et le Progrès Social), die sich für den wahren Sieger der nach Meinung zahlreicher Beobachter gefälschten Wahlen von 2011 hält.

## Politische Laufbahn
Tshisekedi wurde in Luluabourg, dem heutigen Kananga, in der Provinz Kasai-Occidental geboren. Er gehört zu den Baluba, der größten Ethnie Kongos. Während seines Studiums schloss er sich 1958 Patrice Lumumbas Partei Mouvement National Congolais (MNC) an. 1961 machte er seinen Abschluss in Rechtswissenschaft an der Universität Lovanium in Léopoldville und war der erste kongolesische Doktor der Rechte. Zuvor gehörte er bereits dem nach Joseph Mobutus erstem Putsch am 20. September 1960 gebildeten Collège des Commissaires, einer provisorischen Regierung, als Kommissar für Justiz an. Von 1961 bis 1965 war er Rektor der Nationalen Hochschule für Recht und Verwaltung École Nationale de Droit et d’Administration (ENDA). Daneben war er 1964 für die Zentralbank des Kongo tätig. Nach Mobutus zweitem Putsch am 25. November 1965, mit dem dessen bis 1997 dauernde Präsidentschaft begann, wurde er Innenminister in der Regierung des Premierministers General Léonard Mulamba, die am 28. November 1965 ihr Amt antrat. Am 16. August 1968 wurde er nach einer Kabinettsumbildung Justizminister und nach der nächsten Kabinettsumbildung am 5. März 1969 Minister für Planung, Forschung und Wissenschaft.
Im September 1969 wurde er Botschafter in Marokko. Nach seiner Rückkehr im Februar 1971 gehörte er dem Parlament an, zeitweise als dessen Vizepräsident. Daneben erhielt er Positionen in staatlichen Unternehmen, wie der Fluggesellschaft Air Zaire.

## Oppositioneller
Ab 1979 trat er als Kritiker Mobutus hervor und wurde seitdem gelegentlich inhaftiert. Gemeinsam mit Faustin Birindwa gründete er am 15. Februar 1982 die zunächst illegale Partei Union pour la Démocratie et le Progrès Social (UDPS). Ein Gericht verurteilte Tshisekedi zu 15 Jahren Haft, im nächsten Jahr wurde er aber bereits wieder entlassen. Der ständige Wechsel von Gefängnis, Entlassung und Verbannung bzw. Hausarrest wiederholte sich in den Jahren bis 1990. 1987 sah sich die UDPS gezwungen, ein Teil der Einheitspartei Mouvement Populaire de la Révolution (MPR) zu werden. Im folgenden Jahr agierte die UDPS wieder aus dem Untergrund.

## Premierminister
1990 sah sich Mobutu gezwungen, ein Mehrparteiensystem einzuführen. Tshisekedi wurde am 29. September 1991 erstmals Premierminister und Birindwa Finanzminister. Die Regierung wurde von Mobutu bereits am 1. November 1991 wieder entlassen. Eine 1992 einberufene Nationalkonferenz bestimmte Tshisekedi am 15. August 1992 erneut zum Regierungschef. Tshisekedi beklagte während seiner beiden Amtszeiten die Behinderung seiner Regierung durch Mobutu. Im Frühjahr 1993 gelang es Mobutu, Birindwa auf seine Seite zu bringen, und ernannte ihn am 29. März 1993 zum neuen Premierminister. Tshisekedi akzeptierte seine im Februar erfolgte Entlassung nicht und somit gab es bis Anfang 1994 zwei Regierungen. Da Mobutu weiterhin die Sicherheitskräfte kontrollierte, konnte die Regierung Birindwa Tshisekedi und seine Minister aus ihren Ämtern verdrängen.
Kurz bevor Mobutu nach mehrjährigem Bürgerkrieg von Laurent Kabila aus dem Amt gedrängt wurde, war Tshisekedi vom 2. April 1997 für sieben Tage ein drittes Mal Premierminister, wenn auch wie in den Amtszeiten zuvor ohne reale Macht. Da sich die im äußersten Osten Zaires von Kabila entfachte und den USA sowie Frankreich unterstützte Rebellion im Kern vor allem auf jene Tutsi-Stämme stützte, denen Tshisekedis Mutter entstammte, wurde ihm verräterische Untätigkeit vorgeworfen, auf der Straße forderte der aufgeputschte Mob seinen Rücktritt.

## Weitere Laufbahn und Tod
Unter Kabila war er wie unter Mobutu mehrfach kurz inhaftiert. Ende 1999 ging er nach Brüssel ins Exil und kehrte am 23. April 2001 zurück. Tshisekedi war weiterhin Vorsitzender der UDPS und stand in stetiger Opposition zum im Januar 2001 ermordeten Laurent Kabila wie zu dessen seitdem amtierenden Sohn Joseph Kabila. Im Dezember 2005 setzte er sich vergeblich für einen Boykott des Referendums für eine neue Verfassung ein. Nachdem sich in der ersten freien Abstimmung seit 45 Jahren 84,31 % der Wähler für die neue Verfassung ausgesprochen haben, erklärte er im Januar 2006, dass sich seine UDPS nicht an den geplanten Wahlen beteiligen werde.
2011 nahm Tshisekedi an der Wahl in der Demokratischen Republik Kongo 2011 als Präsidentschaftskandidat teil und erhielt als Zweitplatzierter 32,33 % der Stimmen.
Er starb 2017 in Belgien durch eine Lungenembolie. 2018 übernahm sein Sohn Félix Tshisekedi die Führungsrolle in der UDPS; bei den umstrittenen Wahlen 2018 wurde er zum Präsidenten gewählt.
Étienne Tshikesedis Leichnam wurde mehrere Jahre nicht bestattet, da die Regierung der Demokratischen Republik Kongo lange Zeit eine Überführung des Leichnams untersagt hatte. Erst mit der Ernennung seines Sohnes als Präsident des Landes wurde der Leichnam Ende Mai 2019 in sein Heimatland überführt und am 1. Juni 2019 bestattet.